# Танкеры проекта 1559-В
Танкеры проекта 1559-В «Морской простор» — серия из шести больших морских танкеров (фактически — танкеров комплексного снабжения), строившихся в 1970-х годах для Военно-Морского Флота СССР.

## История проектирования и строительства
По мере выхода советского флота в удалённые районы Мирового океана для несения боевой службы и появления в составе ВМФ СССР крупных надводных кораблей возникла потребность в создании новых достаточно крупных морских танкеров, превосходящих по своим возможностям танкеры проекта 563. В 1967 году ПКБ «Балтсудопроект» получило тактико-техническое задание на проектирование морского танкера проекта 1559-В, создаваемого на базе танкера ММФ проекта 1559. Главным конструктором был назначен С. Н. Шумилов, а главным наблюдающим от ВМФ капитан 2-го ранга Ю. Д. Макшанчиков.
«Ограниченные сроки создания этого корабля привели к необходимости отступления от многих важных требований ВМФ к кораблям такого назначения. Так, пришлось согласиться с составом главной энергетической установки — одновальной и маломощной (один дизель 6ДКРН 74/160 мощностью в 9 600 л.с.), обеспечивающей скорость полного хода в 16 узлов».

## Конструкция

### Основные характеристики
Длина корабля максимальная — 162,4 м, ширина максимальная — 21,4, осадка — 9,0 м. Полное водоизмещение достигает 22 460 т, стандартное водоизмещение (порожнём) составляет 6950 т. Дальность плавания — 10 000 морских миль, автономность до 90 суток.

### Номенклатура грузов
Танкеры проекта оборудованы устройством передачи грузов в море на ходу траверзным способом, позволяющим выполнять грузовые операции при значительном волнении моря. Широкая номенклатура передаваемых грузов (мазута — 8250 тонн, дизельного топлива — 2050 тонн, авиатоплива — 1000 тонн,
питьевой воды — 1000 тонн, котельной воды 450 тонн, смазочного масла (4 сортов) — 250 тонн, сухих грузов и продовольствия по 220 тонн) позволяет причислять танкеры этого проекта к кораблям комплексного снабжения.
Танкеры оборудованы следующими передающими устройствами: 2 3-тонными стрелами, 3 3,2-тонными кранами, 1 1-т УППГ-1, 3 125-т ЛЭГС2, 2 100-т ЛЭГС6.

## Вооружение
Изначально в качестве оборонительного вооружения на танкерах были установлены две 57-мм артиллерийские установки АК-725 с РЛС управления «Барс», вместо них также возможна установка 30-мм автоматов АК-630 с РЛС управления «Вымпел». В процессе эксплуатации оборонительное вооружение с кораблей было снято. Для облегчения заходов танкеров в иностранные порты они были перекрашены в цвет судов ММФ с торговым флагом.

### Представители проекта
Все танкеры серии строились на Балтийском заводе
| Название              | Заводской номер | Дата закладки | Дата спуска на воду | Дата зачисления в списки | Флот | Статус |
| --------------------- | --------------- | ------------- | ------------------- | ------------------------ | ---- | --- |
| «Борис Чиликин»       | 611             |               |                     | 1971                     | КЧФ  | В 1997 передан ВМС Украины, носил имя «Макеевка», с 2000 — гражданский, с 2002 года носит имя «Камбоджа Асиа» |
| «Владимир Колечицкий» | 613             |               |                     | 1972                     | КТОФ | 10 января 2013 года исключен из состава ТОФ. Находится в ожидании утилизации                                  |
| «Днестр»              | 615             |               |                     | 1973                     | КСФ  | С 1997 года — «Сергей Осипов». В строю                                                                        |
| «Иван Бубнов»         | 617             |               | 20.04.1974          | 19.07.1975               | КЧФ  | В строю |
| «Генрих Гасанов»      | 619             |               |                     | 1976                     | КСФ  | В 2015 году исключен из состава СФ. Ожидает утилизации.                                                       |
| «Борис Бутома»        | 621             |               |                     | 30.10.1978               | КТОФ | В строю |